# Élections municipales malgaches de 2007
Les élections municipales malgaches de 2007 ont lieu le 12 décembre 2007 à Madagascar. Elles voient notamment l'opposant Andry Rajoelina remporter la mairie de la capitale Antananarivo.